# 점유이탈물횡령죄
점유이탈물 횡령죄란 대한민국 형법각론상의 재산죄로 점유가 이탈되었으나 타인 소유인 재물을 횡령하는 범죄를 말한다. 점유이탈물이라 함은 점유자의 의사에 의하지 아니하고 그 점유를 이탈한 물건을 지칭한다. 유실물·표류물·매장물이 대표적인 예이다. 예를 들어, 타인이 잃어버린 돈을 주워서 임의로 처분했다면 동죄가 성립한다.

## 타죄와 구분

### 횡령죄
선량한 관리자로서의 의무가 있어야 한다.

## 판례
- 고속버스 분실물 습득행위 : 고속버스 운전사는 고속버스의 간수자로서 차내에 있는 승객의 물건을 점유하는 것이 아니고 승객이 잊고 내린 유실물을 교부 받을 권능을 가질 뿐이므로 유실물을 현실적으로 발견하지 않는 한 이에 대한 점유를 개시하였다고 할 수 없고, 그 사이에 다른 승객이 유실물을 발견하고 이를 가져갔다면 절도에 해당하지 아니하고 점유이탈물횡령에 해당한다.[1]